# Kloster Aufkirchen

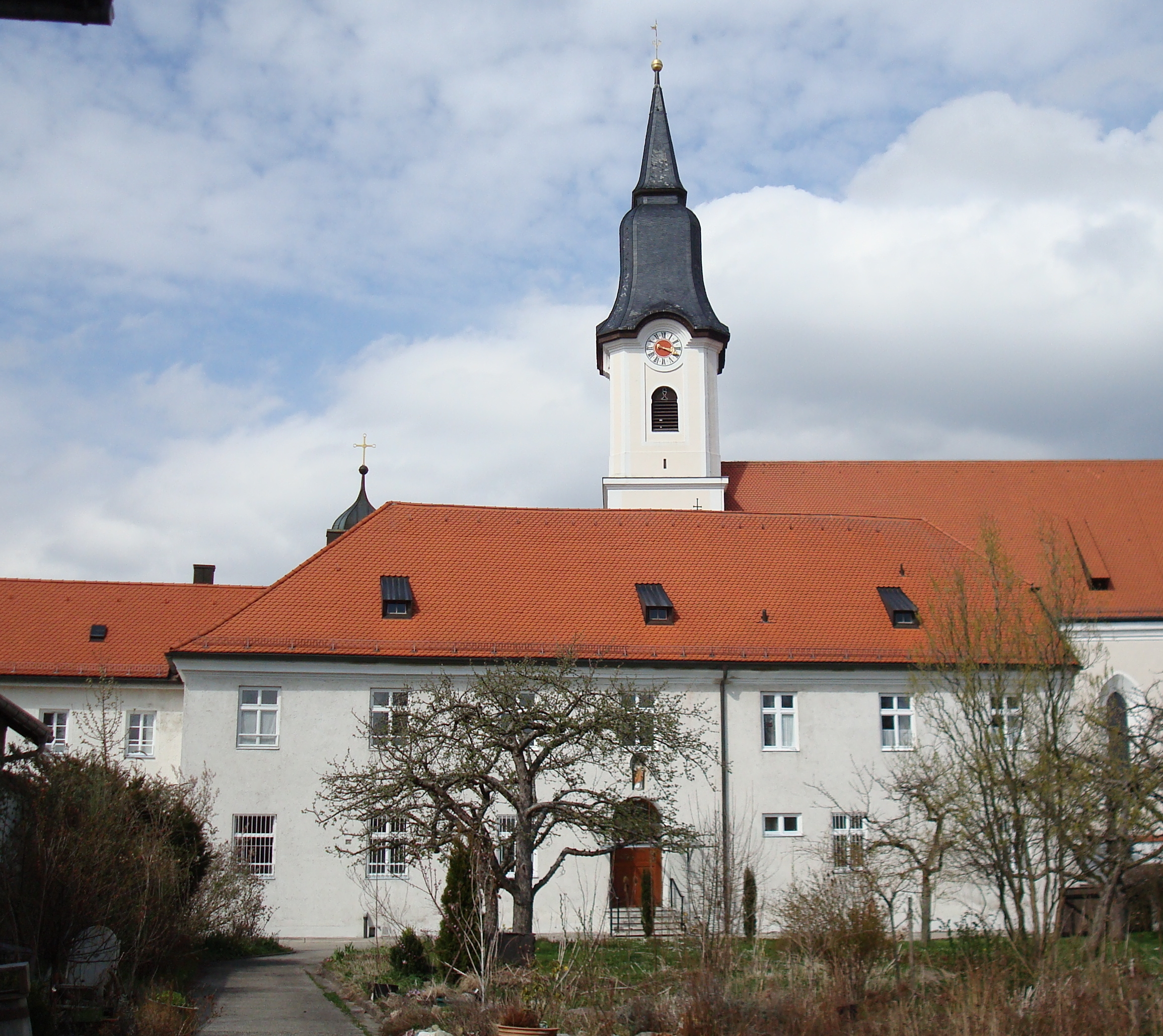
Klosterkirche in Aufkirchen

Das Kloster Aufkirchen ist ein ehemaliges Kloster der Augustinereremiten in Aufkirchen (Bayern), gelegen im Erzbistum München und Freising. Heute leben dort die Unbeschuhten Karmelitinnen (OCD).

## Geschichte
Das der heiligen Maria geweihte Kloster wurde 1686 durch Kurfürst Maximilian II. Emanuel von Bayern gegründet und war von Augustiner-Chorherren besiedelt. Im Zuge der Säkularisation erfolgte 1803 die Auflösung des Klosters. 
Die Entstehung dieses Konventes geht zurück auf die beiden österreichischen Karmelitinnenklöster Mayerling und Wien-Baumgarten, begünstigt und unterstützt von Fürst Emilio Öttingen-Spielberg und seiner Gemahlin Berta. Im September 1896 wurde das Kloster-Gebäude bezogen, das bis 1803 Stifts-Pfarrhof war. Am 22. November 1896 wurde die Klausur kanonisch errichtet.